# 马丁·拉尔森
卡尔·马丁·埃里克·拉松（瑞典語：Carl Martin Erik Larsson，简称马丁·拉松或马丁·拉尔森，游戏ID：Rekkles，1996年9月20日—），瑞典《英雄联盟》职业玩家，司職輔助，现效力于英雄聯盟韓國冠軍聯賽(LCK)隊伍T1 Esports之次級(CL)隊伍T1 Challengers。
Rekkles以其效力於英雄聯盟歐洲冠軍聯賽(LEC)時的成就聞名。